# Fluch

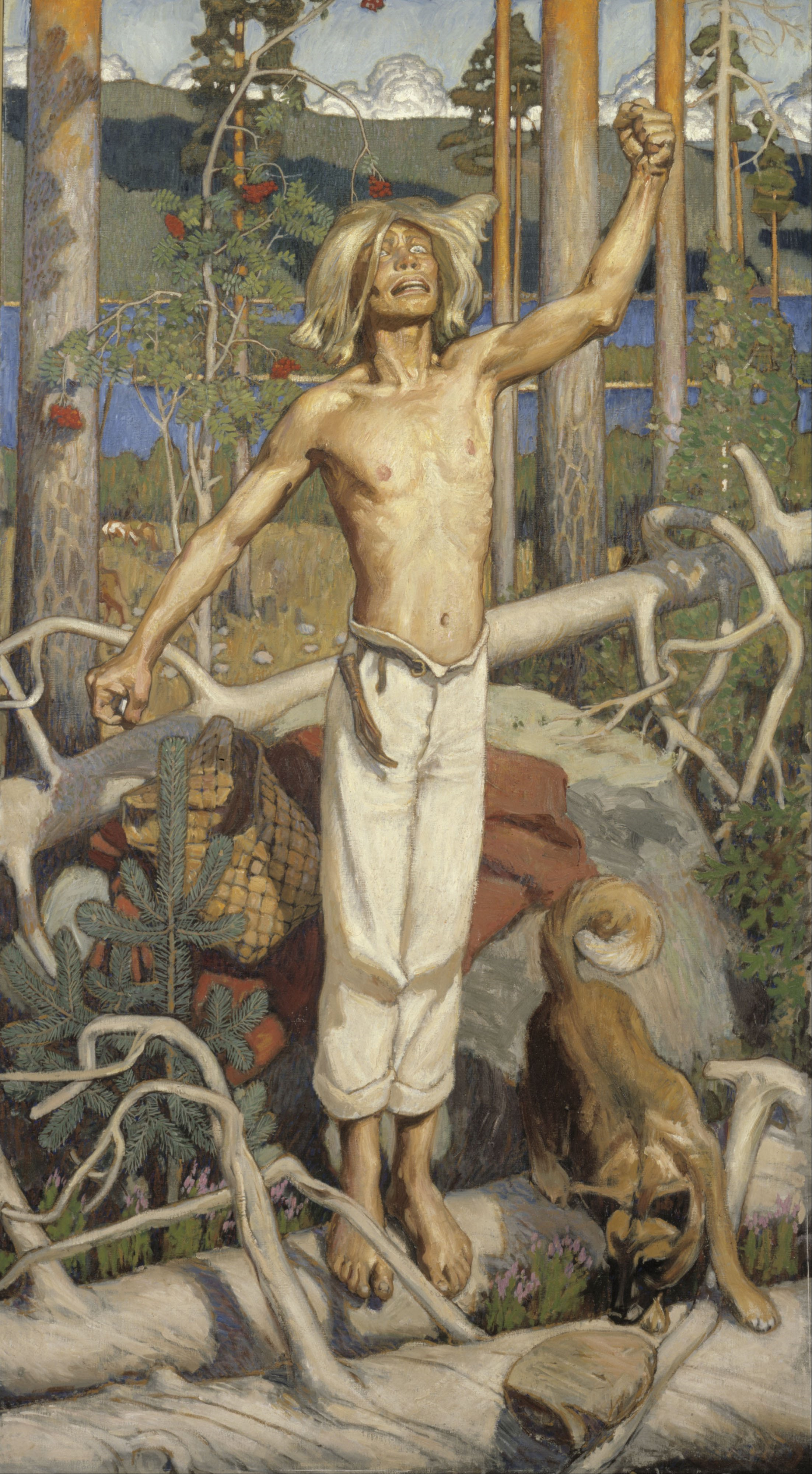
Akseli Gallen-Kallela, Kullervos Fluch, 1899

Ein Fluch oder eine Verfluchung ist ein Spruch (gelegentlich auch mit einer zugehörigen Gestik verbunden), der ursprünglich auf ritualisierte (magische) Weise einer Person oder einem Ort Unheil bringen oder zur Sühne bewegen bzw. zwingen soll. Zorn oder der Wunsch zu strafen oder sich zu rächen können ihn begründen. Wer wirksam verflucht wird, muss dabei weder anwesend sein noch von dem Fluch wissen. Sein Gegenteil ist der Segen.
Umgangssprachlich finden sich zahlreiche abgesunkene Flüche, die dann mehr der Beschimpfung anderer (z. B. Hol dich der Teufel!) oder der Abfuhr eigener Wut dienen (z. B. das in Deutschland beliebte Fluchwort Scheiße! oder in neuerer Zeit das aus dem Englischen übernommene Fuck!).

## Definition
Im ursprünglichen Sinn war ein Fluch eine ernsthafte soziale Sanktion, solange geglaubt wurde, er wirke, selbst über die Absicht des Verfluchenden hinaus. Das Substantiv hebräisch קְלָלָה qəlālāh „Fluch, Verfluchung“ ist eine Ableitung von dem Verb hebräisch קִלֵּל qillel (Pi‘el) „verfluchen“, eigentlich: „leicht sein lassen, u. zwar durch Entzug von [Lebens]kraft“. Das Substantiv hebräisch בְּרׇכׇה bərākhāh „Segen“ (abgeleitet vom Verb hebräisch ברך barach „segnen“) ist sein Gegenbegriff.
Nach Maximilian Oettinger, der den Fluch in jüdischer und christlicher Tradition untersuchte, gibt es fünf Elemente, die in einem Fluch zu beobachten sind:
- Der Zweck eines Fluchs ist die Strafe. Ausgangspunkt ist ein geschehenes Unrecht, der Fluch ist eine Reaktion des Opfers gegen den Täter.
- Der Fluchende glaubt sich dem Täter ohnmächtig ausgeliefert. Er sieht alle Rechtsmittel ausgeschöpft, ohne dass eine angemessene Vergeltung für das Unrecht erfolgt wäre. Der Fluch ist die höchste Strafe und zugleich die letzte Waffe, nachdem alle anderen Mittel versagt haben.
- Die Ohnmacht erzeugt eine affektive Spannung, die sich im Fluch entlädt. Hier zeigt sich die Verwandtschaft des Fluches zur Rache.
- Für einen wirksamen Fluch muss eine Fluchgemeinschaft bestehen, das heißt, der Fluchende muss überzeugt sein, dass auch sein Umfeld und insbesondere der Verfluchte an die Wirksamkeit des Fluches glaubt. Die jüdischen und christlichen Flüche waren öffentliche Sprechakte. Sie wurden vor Zeugen ausgesprochen, verbreitet und dem Verfluchten kundgetan.
- Als Unterstützer und Vollstrecker des Fluches werden Gott beziehungsweise höhere Mächte angerufen.[4]

## Geschichte
Verfluchungen spielen bereits in der Bibel eine Rolle. Der älteste überlieferte Fluch eines Menschen in der Bibel ist ein Vaterfluch, die ärgste Steigerung der Verfluchung: Noach verflucht seinen Enkel Kanaan, den Sohn Hams. Doch hat nach jüdischer und christlicher Lehre zuallererst Gott die Schlange und dann den Erdboden verflucht (Gen 3,14.17 ). Bekannt ist auch der Prophet Bileam, der nach Num 22–24  die Israeliten im Auftrag des Moabiterkönigs Balak verfluchen soll, doch nach göttlicher Intervention einen Segen über sie spricht. In den Evangelien findet sich ein Strafwunder Jesu, die Verfluchung des Feigenbaums. Demnach ist ein Fluch eine durch Worte ausgelöste Schadensmacht; dieser hat die Verstoßung aus dem heilvollen Lebensraum zur Folge.

In der antiken Dichtung war die Verfluchung untreuer Liebhaber ein konstitutives Element. Frühestes bekanntes Beispiel aus der lateinischen Literatur ist Catulls Epyllion carmen 64. Darin ruft die von Theseus auf Naxos zurückgelassene Ariadne die Rachegöttinnen, die Eumeniden an: 

„quali solam Theseus me mente reliquit,

tali mente, deae, funestet seque suosque.

Mit ebendem Sinn, mit dem er mich allein zurückließ,

mit dem, Göttinnen, soll er sich und die Seinen mit Tod beflecken!.“

In seiner Aeneis lässt Vergil die von Aeneas verlassene Dido in ihrer Verfluchung über die persönliche Ebene hinausgehen: 

„O Tyrii, stirpem et genus omne futurum

exercete odiis, cinerique haec mittite nostro

munera. nullus amor populis neque foedera sunto!

Tyrier, quält diese Brut und in Zukunft den ganzen 

Stamm mit Haß und schickt meine Asche dieses als Gabe: 
 
Nie soll Liebe die Völker vereinen und nimmer ein Bündnis.“

Hier weitet sich die Verfluchung auf die politische Ebene und wird in der Geschichtskonstruktion Vergils zur Ursache der Feindschaft zwischen Rom und Karthago und der drei punischen Kriegen.
Im Koran enthält die Sure 111 eine Verwünschung gegen Abū Lahab, den Onkel Mohammeds.

## Der Fluch in den Künsten
Im Sinne einer Sanktion kommen Flüche von Zauberwesen oder Menschen auch im Märchen vor. Sie können oft nicht aufgehoben, sondern nur gemildert werden, wie bei Dornröschen. Oft erscheinen dort Verfluchungen als Verwünschungen, vermöge derer der Verwunschene sich nachhaltig ändert (Beispiele: Verlust des Gedächtnisses oder charakterlicher Eigenschaften, unerwecklicher Schlaf, Verwandlung in ein Tier oder einen Stein, Siechtum und Tod).
Namentlich in der Mythologie (s. Abb.) und in der Belletristik wird das Motiv nicht selten verwendet. Ein klassisches Beispiel ist die Verwünschung des Nils Holgersson (der in einen kleinen Wicht verwandelt wurde, um so das Leiden der Tiere verstehen zu lernen) im Kinderbuch Die wunderbare Reise des kleinen Nils Holgersson mit den Wildgänsen oder die Roman-Trilogie von Selma Lagerlöf: Der Ring des Generals (1925), Charlotte Löwensköld (1925) und Anna, das Mädchen aus Dalarne (1928), wo eine generationenüberspannende psychische Konstellation den sie Durchlebenden wie die Folge eines alten Fluches erscheint.